# 小酸土藓
小酸土藓（学名：Oxystegus cuspidatus）为丛藓科酸土藓属下的一个种。